# Гергележі Ганна Ілльївна
Ганна Ілльївна Гергележі (рум. Ana Ghergheleji; нар. 15 травня 19866 або 15 червня 1986) — молдовська футболістка, нападниця. Виступала за збірну Молдови.

## Життєпис
Вихованка молдовського футболу. Влітку 2005 року перейшла в клуб вищої ліги Росії «Лада» (Тольятті), де провела півтора сезони. У 2007 році, після того, як «Лада» на деякий час втратила професіональний статус, спортсменка перейшла до складу дебютанта вищої ліги «СКА-Ростов-на-Дону». З 3-ма забитими м'ячами стала найкращим бомбардиром ростовчанок в 2007 році. У 2008 році знову грала за «Ладу», яка проводила сезон в першому дивізіоні.
У 2004 році грала за збірну Молдови (WU-19) та відзначилася двома голами в матчах відбіркового турніру чемпіонату Європи.
Викликалася до збірної Молдови, в її складі зіграла 2 офіційні матчі у кваліфікаційному турнірі чемпіонату світу 2007.
Подальша доля невідома.